# Oxynthes corusca
Oxynthes corusca är en fjärilsart som beskrevs av Herrich-Schäffer 1869. Oxynthes corusca ingår i släktet Oxynthes och familjen tjockhuvuden. Inga underarter finns listade i Catalogue of Life.